# Viana
Viana és un municipi de Navarra, a la comarca d'Estella Occidental, dins la merindad d'Estella. Limita al nord amb Aras, Aguilar de Codés i Bargota, a l'est amb Bargota i Mendavia, a l'oest amb Oyón i Moreda i al sud amb Agoncillo La Rioja.

## Topònim
L'origen del topònim Viana és dubtós, existint moltes hipòtesis referent a això. Mikel Belasko en el seu llibre sobre etimologia de localitats de Navarra fa un resum de les principals hipòtesis existents: 
- Que el rei Sanç VII de Navarra, fundador de la vila en 1219, li donés el nom d'altra localitat preexistent i que fos famosa en la seva època. Aquesta era un costum molt arrelat en les fundacions medievals i existeixen nombroses ciutats amb nom semblant a Viana a Europa, la més coneguda, la Viena austríaca. La ciutat portuguesa Viana do Castelo va ser fundada unes poques dècades més tard que Viana amb el mateix nom. La principal candidata per a haver estat la padrina de la Viana navarresa seria la ciutat francesa de Viena del Delfinat, que fou una ciutat important en l'Edat Mitjana, encara que després va declinar i que va ser coneguda també com a Vianna i Viana. Aquesta tesi resultava bastant convincent a Julio Caro Baroja i és la qual considera Belasko més probable en la seva obra.
- Que Viana sigui un nom anterior a la fundació de la vila i que entrés en la tipologia de localitats navarreses i alabeses amb terminació -ana. Julio Caro Baroja considerava aquesta terminació com indicativa d'un origen relacionat amb una vila romana, sent el primer terme del topònim el nom propi del seu antic propietari. Existeixen restes de viles romanes en la zona de Viana, però l'existència de moltes altres Vianas per Europa i el fet que Viana aparentment sigui una fundació nova realitzada en el segle xiii fan que el mateix Caro Baroja considerés que aquesta tesi perdia força.
- Julio Caro Baroja també considerava que existia la possibilitat que el nom de la localitat estigués relacionat amb alguna via romana.
- Que procedeixi d'alguna expressió en llengua basca, com per exemple bi anai (dos germans), tal com va proposar Juan Antonio Frago García, catedràtic d'Història de la Llengua espanyola en la Universitat de Saragossa. (Compari's amb el topònim Dos Hermanas).
- Que sigui un topònim prerromà, tal com suggeriria la tésera celtibera que va ser trobada en el poblat de La Custodia (situat en el terme de Viana) amb la inscripció ueniakum (dels de Uenia) i que va ser estudiada pels filòlegs Juan Cruz Labeaga i Jürgen Untermann. Aquests van establir una possible relació entre la Uenia esmentada en la inscripció i la moderna Viana; encara que van trobar fonèticament problemàtic el pas d'un nom a un altre.
- Existeixen etimologies populars que relacionen el nom de Viana amb vi i vinyers, considerant que els romans (arribats des de les valls del nord) en arribar a Viana van veure una terra apta per al cultiu de la vinya i van batejar vinetum (vinyer) al lloc.

## Història
El 4 de novembre de 1834 els carlins va tenir lloc la batalla de Viana, en la que els carlins van derrotar la columna liberal de Baró de Carondelet que pretenia envaïr la vall de Baztan.

## Demografia

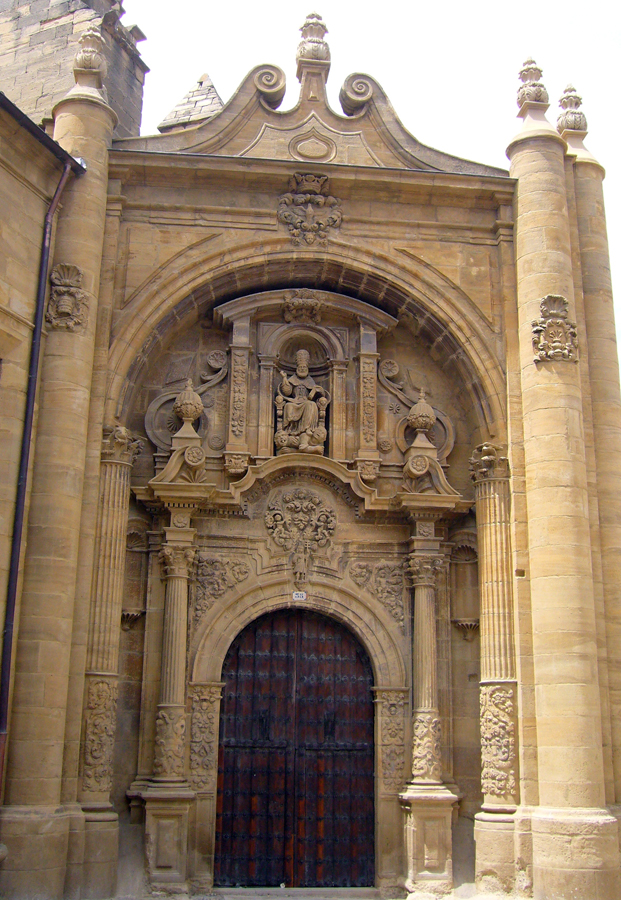
Església de San Pedro de Viana

| Evolució demogràfica                             | Evolució demogràfica | Evolució demogràfica | Evolució demogràfica | Evolució demogràfica | Evolució demogràfica | Evolució demogràfica | Evolució demogràfica | Evolució demogràfica | Evolució demogràfica | Evolució demogràfica |
| 1996                                             | 1998                 | 1999                 | 2000                 | 2001                 | 2002                 | 2003                 | 2004                 | 2005                 | 2006                 | 2007                 |
| ------------------------------------------------ | -------------------- | -------------------- | -------------------- | -------------------- | -------------------- | -------------------- | -------------------- | -------------------- | -------------------- | -------------------- |
| 3 389                                            | 3 389                | 3 488                | 3 493                | 3 614                | 3 563                | 3 589                | 3 580                | 3 596                | 3 661                | 3 711                |
| Fonts: Viana i Institut d'Estadística de Navarra |                      |                      |                      |                      |                      |                      |                      |                      |                      |                      |

## Personatges il·lustres
- Cèsar Borgia (1475-1507)
- Matías Goñi (1647-1712).
- Francisco Navarro Villoslada (1818-1895)
- Pablo Antoñana (1927-2010)